# Libby Trickettová
Libby Trickettová, rodným jménem Lisbeth Constance Lentonová (* 28. ledna 1985, Townsville) je australská plavkyně. Vytvořila několik světových rekordů. Je držitelku sedmi olympijských medailí, z toho čtyř zlatých.
Jedno olympijské zlato má z individuálních závodů (motýlek 100 metrů z olympijských her v Pekingu roku 2008) a tři ze štafet (z Atén 2004, z Pekingu i z Londýna 2012). Kromě toho má stříbrnou olympijskou medaili ze závodu na 100 metrů volným způsobem z OH v Pekingu a bronz z padesátimetrového sprintu z Athén. Z Pekingu má i bronz ze štafety.